# 荔景天主教中學

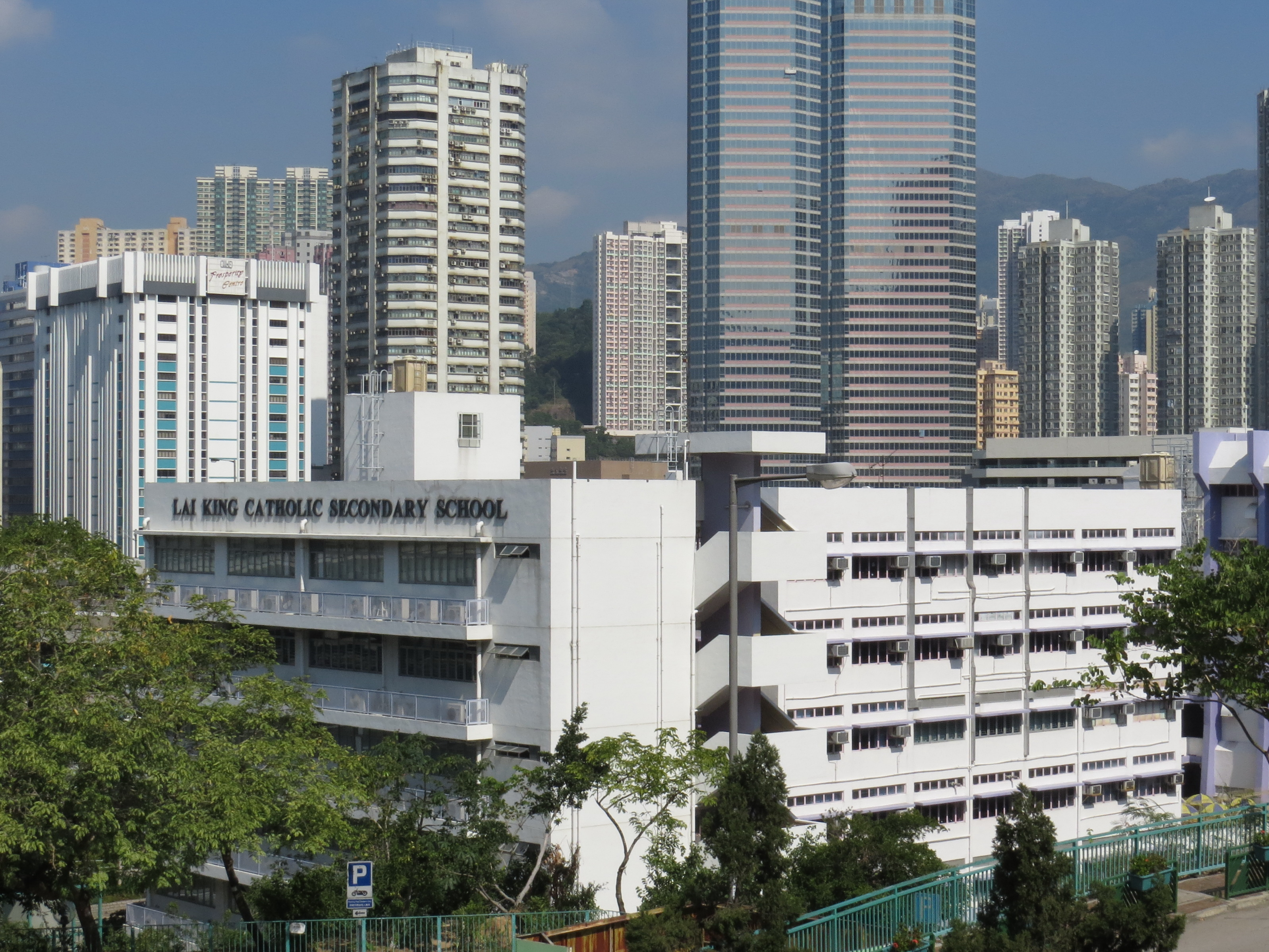
荔景天主教中學校舍

荔景天主教中學（英語：Lai King Catholic Secondary School），位於香港新界荔景邨的一所連環型校舍，是一所由天主教香港教區於1978年創辦的全日制天主教津貼中學。

## 歷史
此校於1978年創校，首年因永久校舍仍在施工，需借用青衣郭怡雅神父紀念學校其中兩層創校，直至翌年才遷入現址。
因應「母語教學」政策，而此校不具備資格以英語授課，於1998-2010年間起需全面改以中文授課。及後，此校才得以改為中、英文混合授課。

## 校政管理[1]
歷任校監
- 1978年至？年：劉玉亭 神父[4]（創校校監）
- 成啟明 神父[5]
- 羅啟勝 先生

歷任校長
- 1978年至1996年：黎頌賢 先生[6]（創校校長）
- 1996年至2002年：黃秉坤 先生（後調任同系天主教崇德英文書院校長）
- 2002年至2013年：盧詠琴 女士[7][8]
- 2013年至2016年：莊紹文 先生[9]
- 2016年至今：劉廣業 先生（由元朗天主教中學調任）

歷任副校長
- 胡漢生 先生[10]

## STEAM教學
此校積極推廣STEAM，曾參與多項比賽、展覽以及報道訪問，亦曾代表香港出賽。如:「創新科技嘉年華 2020」傳媒預覽記者會、第37屆日本東京創新天才國際發明展(銀獎)、加拿大國際發明創新大賽 (iCAN 2023)(金獎、加拿大特別獎、最佳年青發明家獎)、2023 第四屆美國AII達文西國際發明展 (金獎)、英國 London BETT Show 2024等 

## 著名/傑出校友
- 崔錦棠：前香港三項鐵人代表隊成員及教練、香港足球評述員、香港無綫電視男藝員
- 譚潤明：曾任德蘭中學校長
- 陳建新 （页面存档备份，存于）：澳門大學社會科學和人文及學院助理教授、澳門社會保障學會理事長
- 香振強：前香港籃球代表隊成員
- 吳海堂：香港動作特技指導及賽車手[12]
- 陳慧儀（1982年中三）：前香港女藝人[13]
- 譚旻萱（2018年中六）：香港女模特兒及歌手
- 梁凱晴：2021年度香港小姐亞軍

## 外部連結
- 荔景天主教中學 （页面存档备份，存于）

22°21′10″N 114°07′37″E / 22.3528°N 114.1270°E